# Спинелли, Кьяра
Кьяра Кармела Спинелли (в замужестве — принцесса Бельмонте) (итал. Chiara Carmela Spinelli di Belmonte; 10 января 1744, Неаполь — 18 февраля 1823) — итальянская аристократка и художница. Член Аркадской академии.

## Биография
Родилась в семье Трояно Спинелли, 9-го герцога Лаурино, и Барбары Катерины Пинту и Мендосы, 6-й принцессы Монтакуто.
В 1762 году вышла замуж за Антонио Франческо Пиньятелли, принца Бельмонте и 8-го герцога Ацерны, став его второй женой. Была любовницей короля Обеих Сицилий Фердинанда I.
Принимала участие в революции, которая привела к возникновению в 1799 году Партенопейской республики. После капитуляции республиканцев она была сослана во Францию.
Художница — автор ряда пастелей. Одна из работ Спинелли — «Автопортрет» хранится в коллекции галереи Уффици во Флоренции, несколько картин — в музее Королевского дворца в Казерте.